# 江島駅
江島駅（えじまえき）は、愛知県豊川市東上町丸塚にある、東海旅客鉄道（JR東海）飯田線の駅である。

## 概要
豊橋駅（愛知県）と辰野駅（長野県）を結ぶJR飯田線の中間駅（途中駅）の一つであり、豊川市北東部の一宮地区（旧・宝飯郡一宮町域）に位置する。駅名にある「江島」は所在地の地名ではなく駅南側を流れる豊川の対岸にある地名で、当駅は東上駅と同じく東上町に所在する。
1926年（大正15年）に豊川鉄道によって開設された。その後国有化を経て、1987年（昭和62年）の国鉄分割民営化に伴いJR東海経営に移っている。豊川鉄道時代の駅名は江島渡駅（えじまわたしえき）であった。

## 歴史
当駅を開設した豊川鉄道は、現在のJR飯田線南部に当たる豊橋 - 大海間を運営していた私鉄である。江島駅を挟む三河一宮 - 新城間は1898年（明治31年）に開通するがその際当駅は無く、20年以上を経た1926年11月に新設された。開業時の駅名は「江島渡停留場」で、旅客専門で貨物営業は行わない駅であった。
1943年（昭和18年）8月、豊川鉄道線は買収・国有化され国鉄飯田線が成立する。これに伴い国鉄の駅となり、駅名も現在の江島駅に変更された。以降大きな変化は無く、1987年4月の国鉄分割民営化を迎えてJR東海に継承されている。

### 年表
- 1926年（大正15年）11月10日：豊川鉄道の江島渡停留場として新設[1][2]。
- 1943年（昭和18年）8月1日：国有化、運輸通信省（後の日本国有鉄道）飯田線の江島駅となる[1]。
  - 当時は、東海道本線浜松・名古屋間、飯田線、中央本線上諏訪・塩尻間各駅と松本駅を発着する旅客のみを取扱うと言う制限があった[1]。
- 1954年（昭和29年）12月1日：東京都区内の各駅・長野駅を発着する旅客の取り扱いも開始[1]。
- 1963年（昭和38年）9月1日：旅客の制限を撤廃[1]。
- 1987年（昭和62年）4月1日：国鉄分割民営化に伴い、JR東海が継承[1]。
- 2025年（令和7年）3月15日：ICカード「TOICA」が利用可能となる[3][4]。

## 駅構造
単式ホーム1面1線を有する地上駅。列車交換は出来ない。起点豊橋駅から見て、最初の棒線駅である。
駅員が配置されない無人駅（駅員無配置駅）であり、管理駅（駅長配置駅）である豊川駅管理下に置かれている。かつては駅前の商店に乗車券の販売を委託していた。駅構内にはトイレは設置されていない。

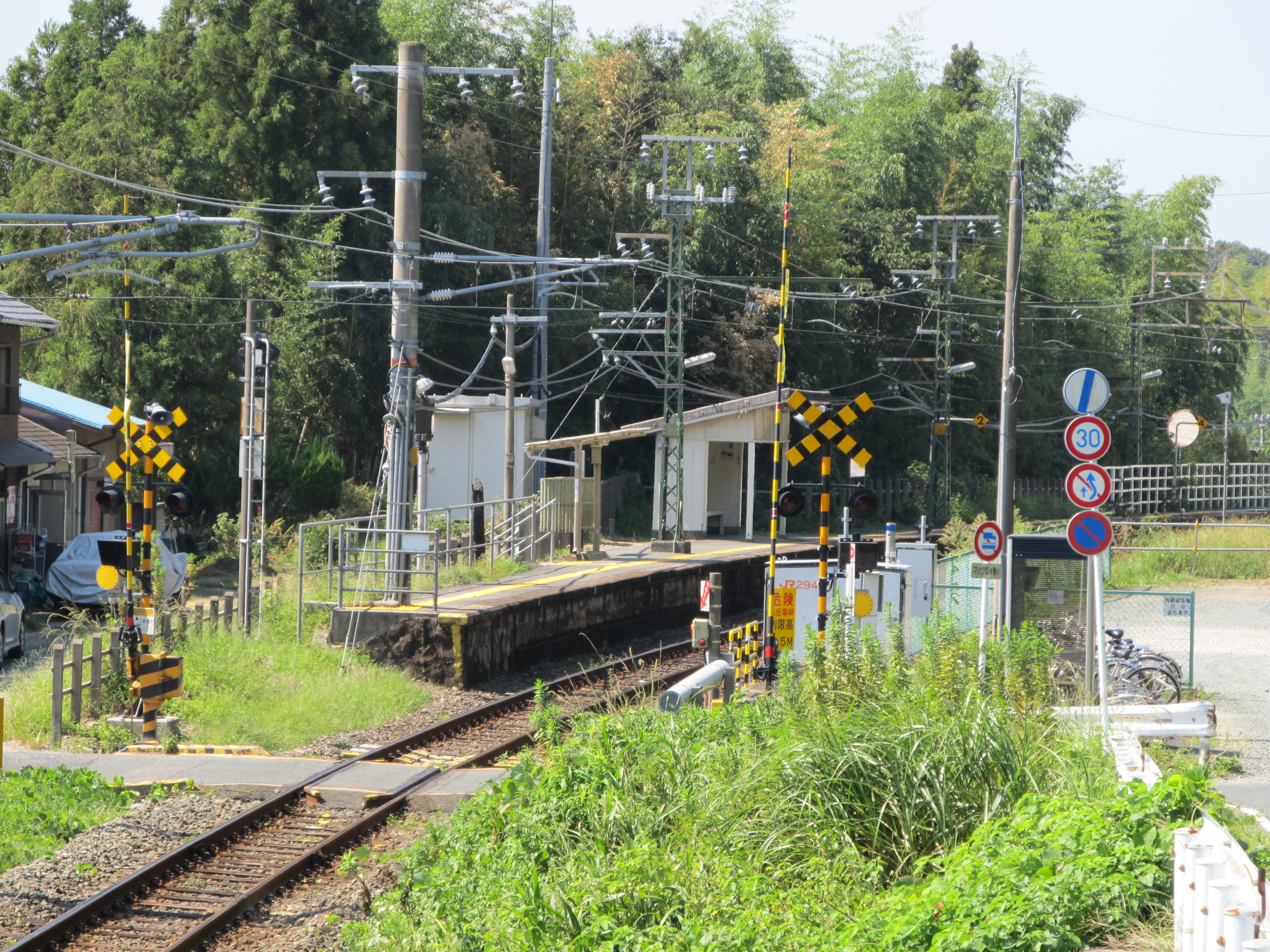
駅遠景（2011年9月）
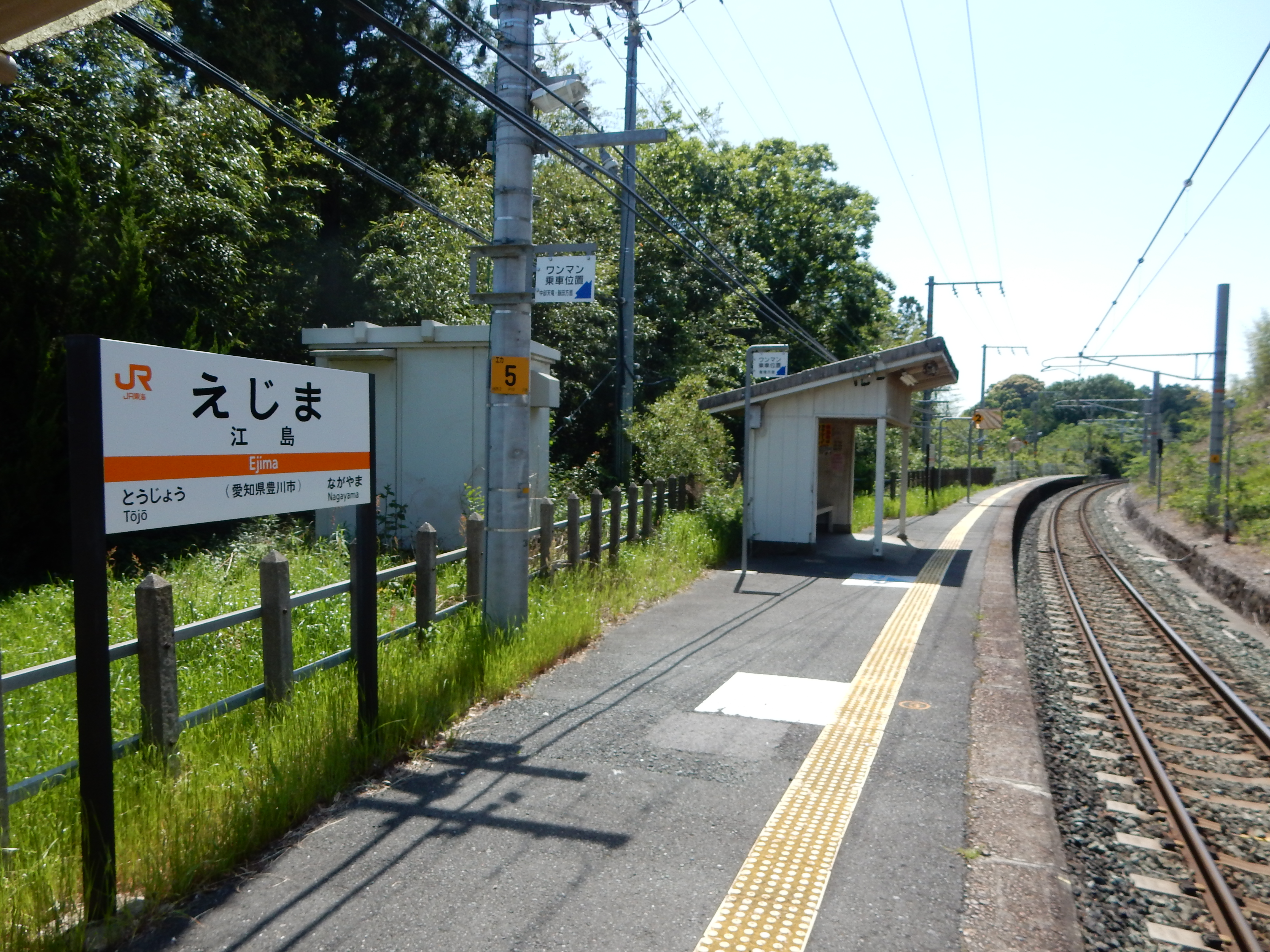
ホーム（2018年4月）

## 利用状況
2020年度の乗車人員は1日当たり54人であった。近年では、1日平均乗車人員は以下の通り。
| 年度               | 人数 |
| ------------------ | ---- |
| 2002年（平成14年） | 111  |
| 2003年（平成15年） | 105  |
| 2004年（平成16年） | 107  |
| 2005年（平成17年） | 99   |
| 2006年（平成18年） | 100  |
| 2007年（平成19年） | 98   |
| 2008年（平成20年） | 98   |
| 2009年（平成21年） | 97   |
| 2010年（平成22年） | 94   |
| 2011年（平成23年） | 91   |
| 2012年（平成24年） | 94   |
| 2013年（平成25年） | 95   |
| 2014年（平成26年） | 88   |
| 2015年（平成27年） | 78   |
| 2016年（平成28年） | 70   |
| 2017年（平成29年） | 66   |
| 2018年（平成30年） | 64   |
| 2019年（令和元年） | 65   |
| 2020年（令和02年） | 54   |

## 停車列車
江島駅には、豊橋方面（上り）・飯田方面（下り）の双方とも1時間当たり概ね1・2本（ラッシュ時は最大3本）の列車が停車する。停車種別は普通列車と、上りのみに設定されている快速列車の2種類。
特急「伊那路」は通過する。

## 駅周辺
駅名の江島は、江島橋を越えた豊川左岸の地名である。
- 江島橋

（※かつては駅前から架橋していたが1968年の台風7号による大雨で流され、1970年代末に駅の南東側に新たに掛け直された）
- JAひまわりグリーンセンター一宮
- 国道151号
- 愛知県道391号金沢江島停車場線

## バス路線

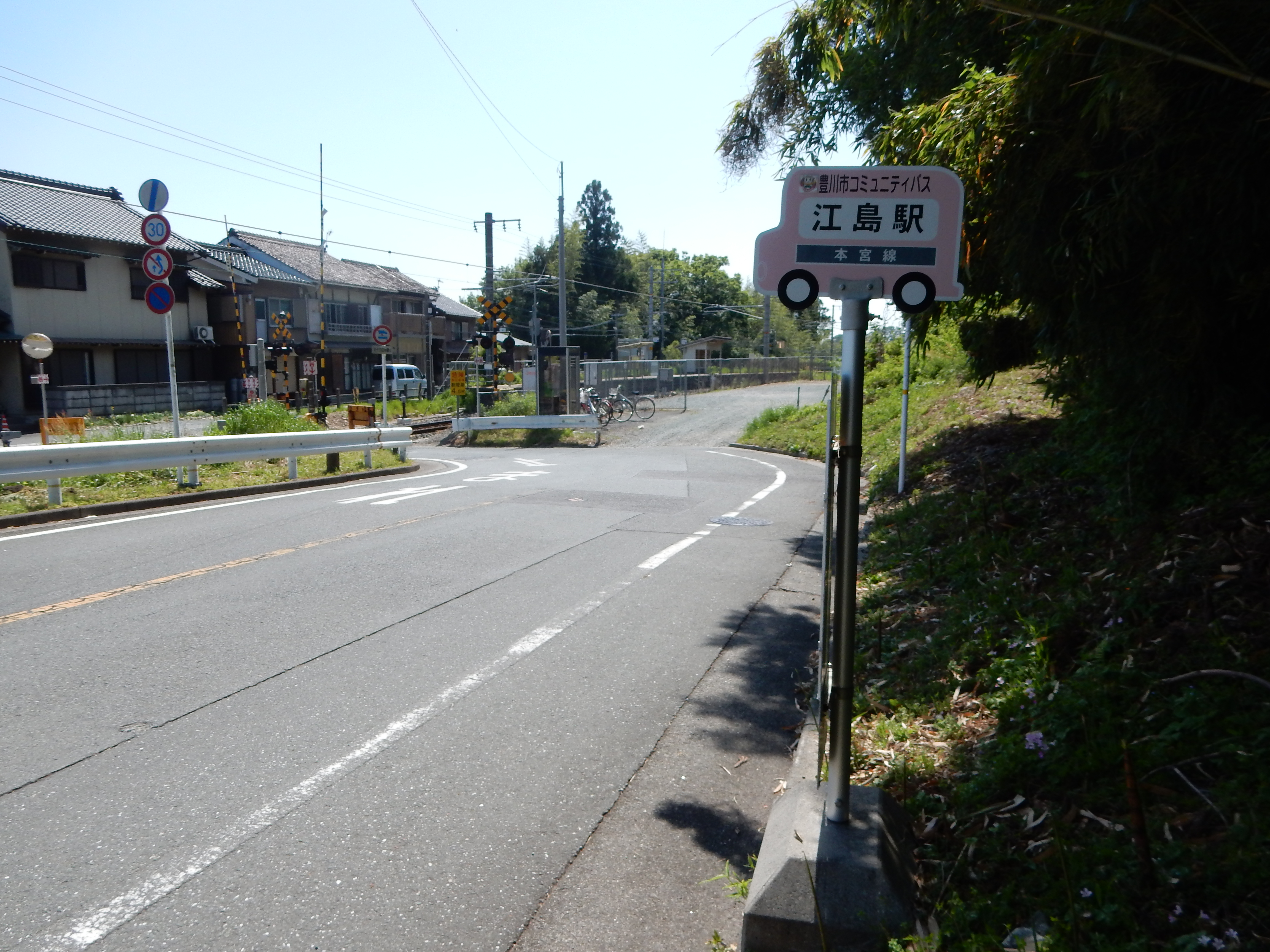
江島駅バス停
- 豊川市コミュニティバス 一宮地区地域路線「本宮線のんほい号」東回り

江島バス停（駅から約200メートル）
- 豊鉄バス新豊線

## 隣の駅
東海旅客鉄道（JR東海）
CD 飯田線
■快速（上りのみ運転）・■普通
長山駅 - 江島駅 - 東上駅